# Olympische Jugend-Sommerspiele 2014/Teilnehmer (Tadschikistan)
| Gelbes Symbol für Goldmedaillen mit stilisierten Olympischen Ringen | Graues Symbol für Silbermedaillen mit stilisierten Olympischen Ringen | Braundes Symbol für Bronzemedaillen mit stilisierten Olympischen Ringen |
| ------------------------------------------------------------------- | --------------------------------------------------------------------- | ----------------------------------------------------------------------- |
| —                                                                   | —                                                                     | —                                                                       |

Die Jugend-Olympiamannschaft aus Tadschikistan für die II. Olympischen Jugend-Sommerspiele vom 16. bis 28. August 2014 in Nanjing (Volksrepublik China) bestand aus acht Athleten.

## Athleten nach Sportarten

### Bogenschießen
Mädchen
- Anisa Zamirova
Einzel: 17. Platz
Mixed: 17. Platz (mit Jan van Tongeren  Niederlande)

### Judo
Jungen
- Salim Farukhi
Klasse bis 81 kg: 9. Platz
Mixed: 9. Platz (im Team Kano)

### Leichtathletik
Mädchen
- Mekhrangez Nazarova
3000 m: 14. Platz
8 × 100 m Mixed: 41. Platz

### Ringen
Jungen
- Ravzatullokh Isoev
Griechisch-römisch bis 42 kg: 4. Platz
- Tokhirdzhon Okhonov
Griechisch-römisch bis 85 kg: 4. Platz
- Firuz Yakubov
Freistil bis 100 kg: 4. Platz

### Schießen
Jungen
- Dzhafar Shermatov
Luftpistole 10 m: 20. Platz
Mixed: 14. Platz (mit Agata Nowak  Polen)

### Schwimmen
Mädchen
- Karina Klimyk
50 m Freistil: 42. Platz